# نارودنایا
قلهٔ نارودنایا بلندترین قله رشته‌کوه اورال است که ۱۸۹۵ متر (نسبت به سطح آب‌های آزاد) بلندی دارد.
کوه با کوارتزیت‌ها و سنگ‌های دگرگون شده از ابردوران پروتروزویک و دوره کامبرین تشکیل شده‌است. تعدادی یخچال طبیعی در کوه وجود دارد. همچنین، جنگل‌های ناقص کاج و توس در دره‌های عمیق در پای کوه وجود دارد. دامنه‌های کوه با توندرای کوهستانی پوشیده شده‌است.
ساده‌ترین مسیر برای رسیدن به قله، در دامنه با شیب متوسط شمال‌غربی قرار دارد. دیوار جنوبی شیب بیشتری دارد و برای رسیدن به قله کمتر مورد استفاده قرار می‌گیرد.